# Bernt Holmboe
Bernt Michael Holmboe, född 23 mars 1795 i Vang i Valdres, död 28 mars 1850 i Kristiania, var en norsk matematiker, sonson till Otto Holmboe, bror till Christopher Andreas Holmboe.
Holmboe blev student 1814, adjunkt vid Kristiania skola 1818 och överlärare där 1821 samt kallades 1826 till lektor och 1834 professor i matematik vid Kristiania universitet. Från 1826 var han därjämte lärare i matematik vid Krigshögskolan. Med understöd av allmänna medel utgav han (1839) sin lärjunge Niels Henrik Abels samlade arbeten. Han invaldes 1844 som ledamot av Vetenskapsakademien i Stockholm.